# Villerserine
Villerserine is een gemeente in het Franse departement Jura (regio Bourgogne-Franche-Comté) en telt 45 inwoners (2009). De plaats maakt deel uit van het arrondissement  Dole .

## Geografie
De oppervlakte van Villerserine bedraagt 2,8 km², de bevolkingsdichtheid is dus 16,1 inwoners per km².

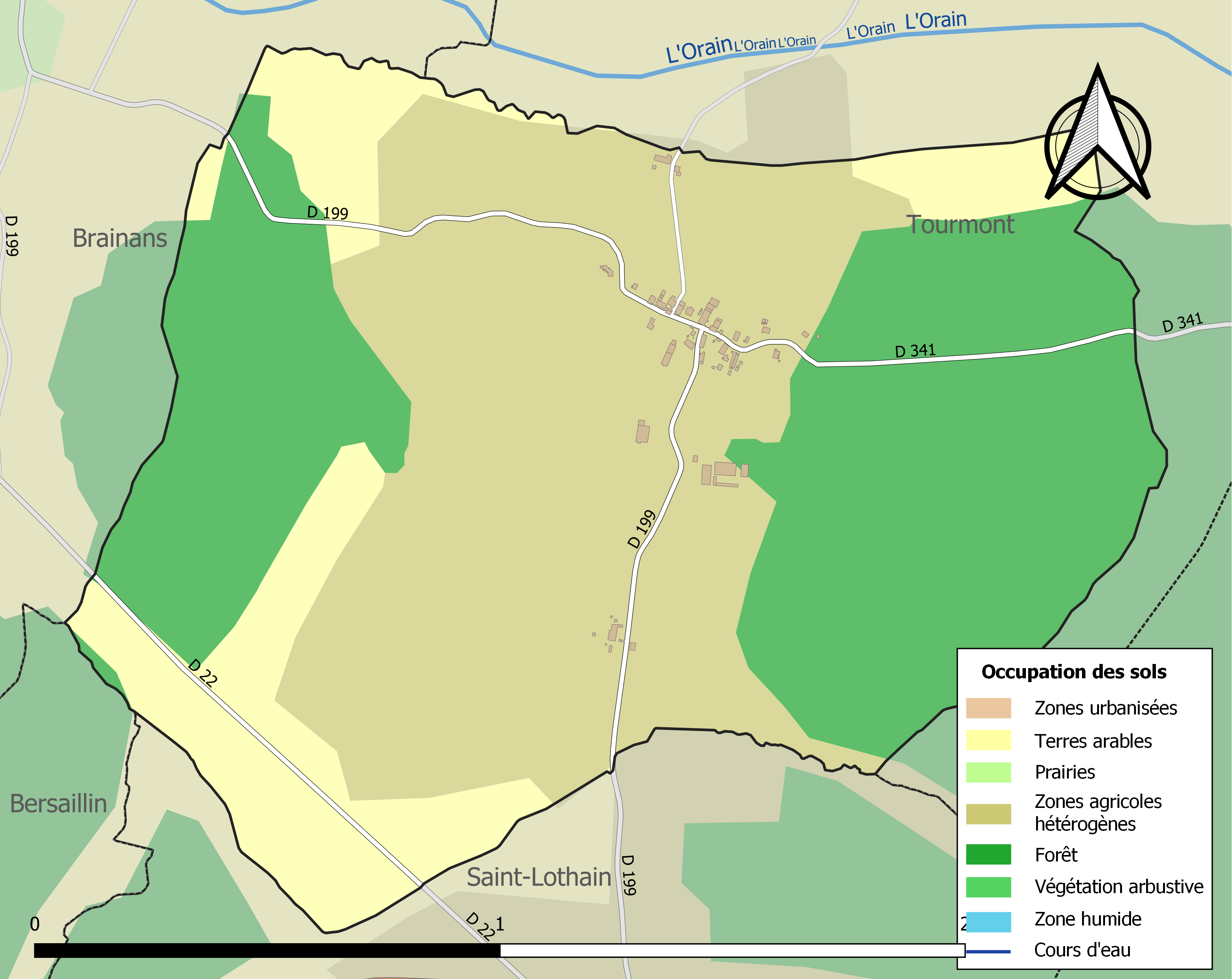
Kaart van de gemeente met de belangrijkste infrastructuur, bodemgebruik en omliggende gemeenten

## Demografie
Onderstaande figuur toont het verloop van het inwonertal (bron: INSEE-tellingen).